# Daniel Teymur
Daniel Teymur (født 3. februar 1988) er en svensk professionel MMA-idøver . Han var nordisk mester i Thaiboxing  og konkurrerer i lightweight-divisionen i Ultimate Fighting Championship (UFC). 

## Baggrund
Teymur og hans yngre bror David Teymur begyndte at træne Muay Thai da han var teenager. Begge Teymur-brødrene voksede op med at se deres storebror, Gabriel Teymur, konkurrere i kickboxing og boksning. Teymur konkurrerede i Muay Thai og kickboxing og opbyggede en rekordliste på 27-4 før han gik over til MMA.  Han vandt det svenske nationalmesterskab tre gange i Muay Thai og en gang i kickboxing og de nordiske mesterskaber i Muay Thai én gang. 

## MMA-karriere

### Tidlig karriere
Teymur kæmpede sine første seks kampe rundt omkring i Europa og opbyggede en rekordliste på 6-0, alle første-omgangs-afslutninger (3 på KO/TKO, 3 på submission). Hans sidste kamp, før han blev en del af UFC, var på Battle of Botnia i 2016, mod Manolo Scianna,  hvor han vandt da teknisk knockout i første omgang.  

### Ultimate Fighting Championship
I sin UFC-debut mødte Teymur Danny Henry på UFC Fight Night 113 den 16. juli 2017.   Han tabte kampen via enstemmig afgørelse.  Til trods for nederlaget blev Teymur tildelt Fight of the Night- bonusprisen. 
Teymur mødte Julio Arce den 1. juni 2018 på UFC Fight Night 131.  Han tabte kampen via rear naked choke submission i tredje omgang. 
Derefter kæmpede han mod Chris Fishgold den 23. februar 2019 på UFC Fight Night 145.  Han tabte kampen via submission i anden omgang. 
Teymur står overfor Sung Bin Jo den 1. juni 2019 på UFC Fight Night 153 .  Han vandt kampen ved enstemmig beslutning. 

## Privatliv
Teymurs yngre bror, David Teymur, er også en MMA-kæmper og er i øjeblikket på kontrakt med UFC.   Begge brødre gik over til MMA fra kickboxing og Muay Thai i 2012 og debuterede i 2013. Et par år senere kom begge ind i UFC. David blev underskrevet i 2015 og Daniel i 2017. 

## Mesterskaber og præstationer
- Ultimate Fighting Championship
  - Fight of the Night (1 gang) vs. Danny Henry [19]